# پیتر نورمن

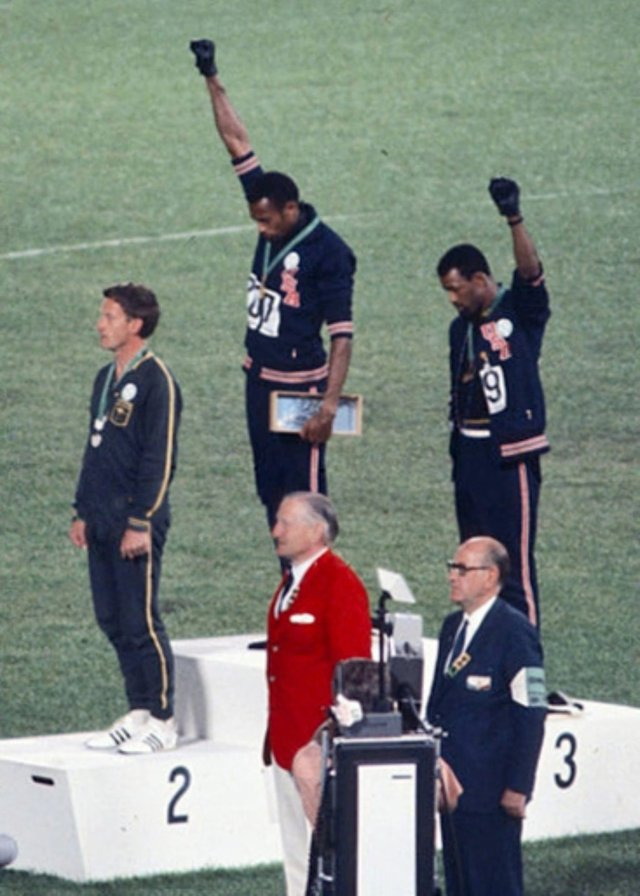

پیتر نورمن (به انگلیسی: Peter George Norman) متولد ۱۵ ژوئن ۱۹۴۲ (میلادی) درگذشته در ۳ اکتبر ۲۰۰۶ (میلادی) دونده استرالیایی بود. او صاحب مدال نقره مسابقات المپیک تابستانی ۱۹۶۸ مکزیک در ماده ۲۰۰ متر بود.

## المپیک تابستانی ۱۹۶۸ مکزیک
او در این بازی‌ها توانست مقام دوم را بدست آورد برندگان مدال طلا و برنز به ترتیب تامی اسمیت و جان کارلوس بودند. این دو دوندگان سیاه پوست آمریکایی بودند که تصمیم گرفتند بودن در لحظه مدال گرفتن سلام قدرت سیاهان (به انگلیسی: Black Power) را انجام بدهند.
که نورمن نیز با آنان همراه شد و به آنان کمک کرد. در پی این رخداد دو ورزشکار آمریکایی از اردوی تیم آمریکا اخراج شدند. نورمن نیز بلافاصله از دهکده المپیک اخراج شد.